# Helge Jung
Helge Jung, švedski general, * 23. marec 1886, Malmö, † 3. januar 1978, Stockholm.
Jung je bil vrhovni poveljnik Švedskih oboroženih sil med letoma 1944 in 1951.